# 山田竜一 (競艇選手)
山田 竜一（やまだ りゅういち、1971年3月25日 - ）は、東京都出身の競艇選手。登録番号3505。身長158cm。血液型O型。67期。東京支部所属。同期には市川哲也、道上千夏、後藤浩らがいる。

## 来歴
- 1990年11月、デビュー。
- 1991年1月、江戸川競艇場で初勝利。
- 1993年1月、徳山競艇場にて初優出。
- 1995年7月、芦屋競艇場にて初優勝。
- 1999年3月17日、児島競艇場での総理大臣杯競走にSG初出場。
- 2009年6月20日、浜名湖競艇場において通算1000勝達成。
- 2009年12月31日、多摩川競艇場での「第25回多摩川カップ」で優勝（通算38回目）。